# Municipio de Dayton (condado de Bremer)
El municipio de Dayton (en inglés: Dayton Township) es un municipio ubicado en el condado de Bremer en el estado estadounidense de Iowa. En el año 2010 tenía una población de 380 habitantes y una densidad poblacional de 4 personas por km².

## Geografía
El municipio de Dayton se encuentra ubicado en las coordenadas 42°46′36″N 92°8′15″O / 42.77667, -92.13750. Según la Oficina del Censo de los Estados Unidos, el municipio tiene una superficie total de 94.92 km², de la cual 94,22 km² corresponden a tierra firme y (0,74 %) 0,7 km² es agua.

## Demografía
Según el censo de 2010, había 380 personas residiendo en el municipio de Dayton. La densidad de población era de 4 hab./km². De los 380 habitantes, el municipio de Dayton estaba compuesto por el 98,16 % blancos, el 0,53 % eran afroamericanos, el 1,05 % eran asiáticos y el 0,26 % eran de una mezcla de razas. Del total de la población el 0 % eran hispanos o latinos de cualquier raza.